# フィリプ・ウデ
フィリプ・ウデ（Filip Ude 1986年6月3日- ）はクロアチア・チャコヴェツ出身の体操競技選手。2008年の北京オリンピックのあん馬種目別で銀メダルを獲得した。
このあん馬での15.825得点の演技以外では2007/2008シーズンの体操ワールドカップの平行棒で15.050得点、2007年世界体操競技選手権のゆかで15.400の高得点をあげている。